# كاتدرائية سايغون نوتردام

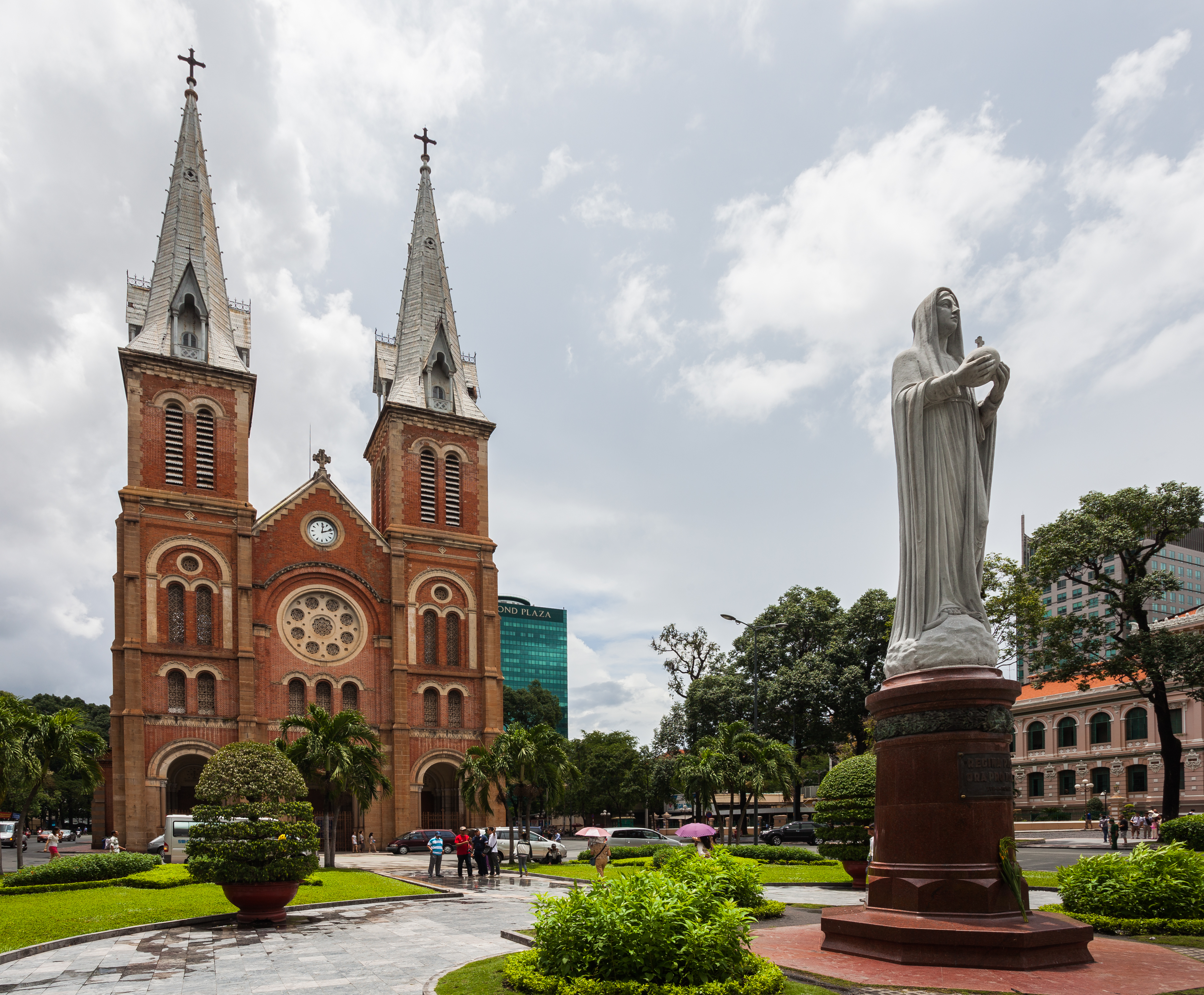
واجهة الكاتدرائية يظهر فيها تمثال مريم العذراء

كاتدرائية سايغون نوتردام كاتدرائية تقع وسط مدينة هو تشي منه شيدها المستعمرون الفرنسيون بين سنتين 1863 و1880 حيت تتكون من برجين طول كل واحد منهما 58 متر.

## نبذة تاريخية
في أعقاب الغزو الفرنسي لكوشينشينا وهو تشي منه أرادت الكنيسة الكاثوليكية الرومانية وضع مكانا للبعادة من أجل المستعمرين الفرنسيين، وأول كنيسة بنيت في الحي الخامس (اسمه الآن حي نيكو ديك كي) مكان معبد فيتنامي قديم تم التخلي عنه في فترة الحرب، فتم استدباله بكنيسة صغيرة جدا.
ومن ثم في سنة 1863 قرر الأدميرال بونار بناء كنيسة خشبية على ضفاف قناة شارنر، وتم وضع أول حجر لبناء هذه الكنيسة يوم 28 مارس 1863 واكتمل البناء 1865 وكانت تسمى (كنيسة سايغون).
في أغسطس 1876 حاكم كوشنشينا ميشيل دوبري أجرى مسابقة لأفضل تصميم لكي يتم تطبيقه لبناء كاتدرائية مكان الكنيسة، ولتحتوي أكثر على تصميم مسيحي تبين فيه عظمة فرنسا، فكان أفضل تصميم من المهندس جيرمي بوراد، حيث تفوق على 17 مصمم آخر، وتم اختيار تصميم بوراد لاحتوائه على طابع روماني منتفتح يمتزج والحضارة الفرنسية، فتم رعاية هذا المشروع من طرف هيئة الاستعمار الفرنسية..

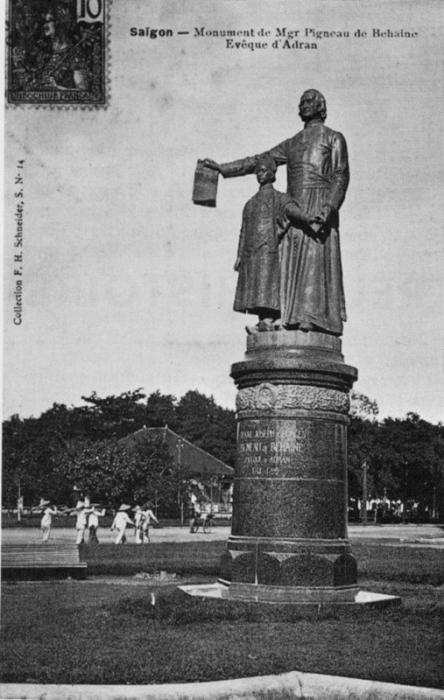
صورة لتمثال الأمير كون وبينو دي بيهن الذي تمت إزالته سنة 1945

بعد فوزه بالمسابقة تم تعيين بوراد كمشرف على عملية البناء، حيث اقترح 3 أماكن لبناء الكاتدرائية
- في موقع مدرسة قديمة (مكان شارع لودوان في حي هايبا حاليا)
- بمنطقة كينه لوه (على شارع نغوين هو حاليا)
- أو مكان الكنيسة وهو المكان الذي توجد فيه الكاتدرائة حاليا.

فتم استيراد لوازم البناء من فرنسا، وبني الجدار الخارجي من طوب جلب خصيصا من مدينة مارسيليا، حيث احتفظ بلونه الأحمر حتى الآن
يوم 7 أكتوبر 1877 تم وضع أول حجر لبناء الكاتدرائية، التي استغرقت مدة بنائها 3 سنوات، وانتهت بعيد الفصح يوم 11 أبريل 1880 حيت تم تنظيم حفلة كبير لهذه المناسبة بحضور محافظ كوشينشينا شارل لومير دي فيلي، حيث تم وضع لوحة الغرانيت أمام البوابة ولوحة في المدخل مكتوب فيها تواريخ ومراحل البناء، حيث كلف بناء هذه الكاتدرائية مبلغ 2.500.000 فرنك فرنسي (الأسعار في ذلك الوقت).
في 1895 تم إضافة برجين وجرس إلى الكاتدرائية بطول 57.1 متر لكل برج، والجرس البرونزي وزنه 28.25 طن متري، وتم تركيب صلبان أعلى البرجين ارتفاعهم 3 و 2.5 على التوالي والوزن 600 كيلوغرام، بذلك أصبحت الكاتدرائية بارتفاع 60 مترا.
في حديقة الزهور أمام الكاتدرائسة تم وضع تمثال برونزي لبينو دي بيهن رفقة الأمير كون ابن جيا لونغ وهو يمسك به من اليد اليمنى، إلا أن هذا التمثال تم إزالته سنة 1945 مع خروج فرنسا من فيتنام وبقي أساسه قائما
سنة 1959، حضر الفاتيكان جوزيف فام تين إلى سايغون في أحد المؤتمرات وعاهد مسؤولي المدينة بحلب تمثال مريم العذراء خصيصا من روما لوضعه أمام كاتدرائية نوتردام سايغون، فقام الفاتيكان بجلبه يوم 16 فبراير 1959 وهو تمثال لريجينا باكيس وتم وضعه فوق الأساس، وقرأ في الكاتدرائية خطابا في ذلك اليوم بعنوان (نوتردام تبارك السلام في فيتنام) لتسمى منذ ذلك اليوم رسميا كاتدرائية نوتردام بسايغون.

## تمثال يذرف الدموع
في أكتوبر 2005، ذكر العديد من الأشخاص أن الثمتال ذرف الدموع، فجذب الآلاف من الأشخاص
فأجبرت السلطات إلى تفريغ الحشود الكبيرة من أمام الكاتدرائية، غير أن رجال الدين في فيتنام أكدوا أن تمثال مريم العذراء لم يذرف الدموع أبدا، ولكن هذا لم يوقف تدفق حشود من الناس في الأيام الموالية لذلك الحدث، حيث ذكرت عدة تقارير أن الدموع تدفقت من عين تمثال مريم العذراء اليمنى.